# Puig Nadal d'en Darder
El Puig Nadal d'en Darder és una muntanya de 231 metres que es troba al municipi de Llagostera, a la comarca del Gironès.